# مرام البتيري

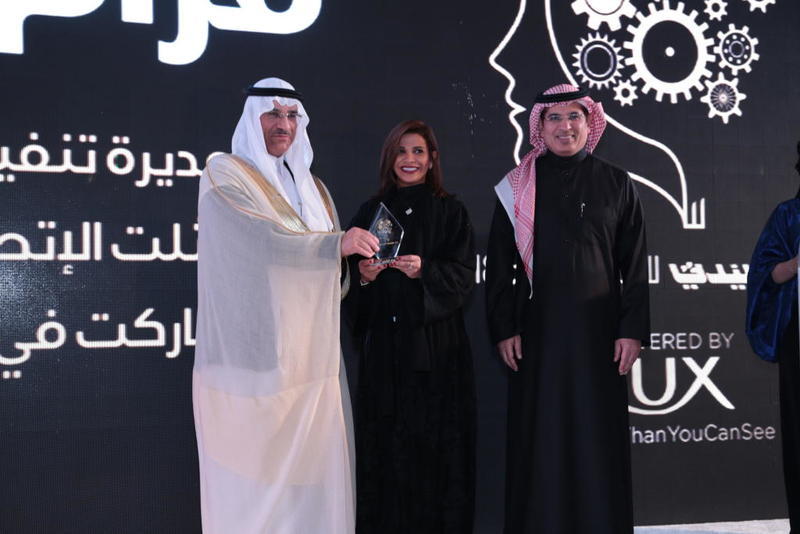
مرام البتيري مدربة كورة قدم نسائية

مرام البتيري هي موظفة لدى أرامكو السعودية. ادارة علاقات المؤسسات المالية وإدارة أسواق رأس المال والتمويل ومالكة شركة شعلة الأبطال والتي تملك نادي شعلة الشرقية (Eastern Flames) ورئيس مجلس ادارة نادي شعلة الشرقية . وايضا عضو في منارة قادة الأعمال
في 2018 مثلت الاتحاد السعودي في المؤتمر الثاني لتطوير كرة القدم النسائية في ماليزيا، وشاركت في تحكيم مسابقة (كورة ثون) السنوية في الرياض، وتم اختيارها لتمثيل المملكة في برنامج المدربات الزائرات لأميركا، كما فازت بجائزة أفضل مدرب في دوري الشيخ خالد بن حمد آل خليفة لكرة قدم الصالات في البحرين.

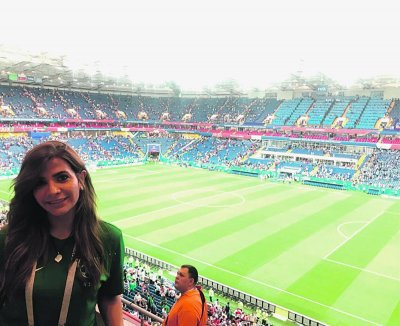
جائزة التميز هذا العام من مجلة سيدتي حصلت عليها مرام البتيري

ناشطة في الأعمال التطوعية، نجحت في تطوير أدائها لتنافس في بطولات على مستوى دول مجلس التعاون الخليجي، وقد ارتقت بمهارتها وصقلتها بعدة دورات تدريبية محلية ودولية، وهي اليوم مدربة كرة قدم حاصلة على رخصة "C" المعتمدة من الاتحاد السعودي ودورة تدريب كرة قدم نسائية معتمدة من الاتحاد الدولي لكرة القدم "FIFA"، ومحكمة معتمدة من الاتحاد السعودي لكرة القدم
مرام عادل البتيري مدربة سعودية لفريق شعلة الشرقية لكرة القدم. نشأت المدربة مرام في بداية حياتها في مدينة الجبيل الصناعية حصلت على الشهادة الثانوية في مدينة الجبيل الصناعية وهي من مواليد 2 أبريل 1985م. ثم حصلت على شهادة الدبلوم من جامعة الملك فيصل. ومن ثم حصلت على البكالوريوس ماليه من جامعة دروري سبرنق فيلد ميسوري من أمريكا. تعمل الآن في شركة ارامكو محللة مالية في إدارة تمويل المشاريع.
من هواياتها كرة القدم والتسلق والسباحة. وحيث أنها عملت اثناء دراستها الثانوية في مدينة الجبيل الصناعية كمنقذة سباحة بعد حصولها على شهادة الإنقاذ.
ومن ثم انضمت إلى فريق شعلة الشرقية الذي تأسس عام 2006 . وفي سبتمبر 2017 أصبحت مدربة الفريق رسميًا ونالت المدربة على شهادات تدريب رسمية
في عام 2018 شارك «فريق العطاء» الذي انبثق من فريق شعلة الشرقية. بقيادة المدربة مرام البتيري في دوري خالد بن حمد في مملكة البحرين والتي قادت الفريق إلى دور نصف النهائي  وحصلت على جائز أفضل مدربة